# Eduardo Pesqueira Olea
Eduardo Pesqueira Olea (* 20. Juli 1937 in Mexiko-Stadt) ist ein mexikanischer Politiker des Partido Revolucionario Institucional (PRI), der unter anderem zwischen 1984 bis 1988 Minister für Landwirtschaft und Wasserressourcen war.

## Leben
Eduardo Pesqueira Olea, Sohn des Arztes Manuel Pesqueira D’Endara, der von 1952 bis 1958 Unterstaatssekretär im Gesundheitsministerium (Secretaría de Salud) war, und dessen Ehefrau Carmen Olea Teja, begann nach dem Schulbesuch ein Studium der Rechtswissenschaften an der Nationalen Autonomen Universität von Mexiko (UNAM), welches er 1960 mit einem  Licenciado en derecho beendete. Nachdem er 1961 Kurse in Verwaltungsmanagement am Nationalen Produktivitätszentrum (Centro Nacional de Productividad) besucht hatte, wurde er Mitarbeiter im Ministerium für Finanzen und öffentliche Kredite SHCP (Secretaría de Hacienda y Crédito Público) und war zunächst zwischen 1962 und 1965 stellvertretender Direktor der Bankenabteilung und daraufhin von 1966 bis 1972 Direktor der Investitionsabteilung. Im Anschluss fungierte er im SHCP zwischen 1972 und 1975 als stellvertretender Direktor der Kreditabteilung sowie von 1975 bis 1976 als Direktor der Abteilung für Finanzinvestitionen. Er war zwischen 1977 und 1978 Vertreter Mexikos und Exekutivdirektor der Weltbank in Washington, D.C. sowie in dieser Zeit auch Absolvent von Kursen im Fach Makroökonomie an der George Washington University. Nach seiner Rückkehr fungierte er von 1979 bis 1982 als Generalkoordinator der Delegierten des Ministeriums für Programmplanung und Haushalt SPP (Secretaría de Programación y Presupuesto).
Nachdem Pesqueira Olea 1982 kurze Zeit Direktor für Verwaltung und Finanzen des Fernsehsenders Canal 13 war, fungierte er zwischen 1982 und 1984 als Generaldirektor der Landwirtschaftlichen Kreditbank BANRURAL (Banco de Crédito Rural). Als Nachfolger von Horacio García Aguilar wurde er am 18. Juli 1984 als Minister für Landwirtschaft und Wasserressourcen (Secretario de Agricultura y Recursos Hidraúlicos) in die Regierung von Präsident Miguel de la Madrid Hurtado und verblieb auf diesem Ministerposten bis zu 30. November 1988. 1989 war er noch kurzzeitig Botschafter bei der Ernährungs- und Landwirtschaftsorganisation der Vereinten Nationen (FAO). Seine Ehe mit der Unternehmerin Mercedes Villegas Flermida blieb kinderlos.

## Hintergrundliteratur
- Roderic Ai Camp: Mexican Political Biographies, 1935–2009, University of Texas Press, Austin 2011, ISBN 978-0-292-72634-5, S. 556 f.
- Manuel Quijano Torres: 200 AÑOS DE ADMINISTRACIÓN PÚBLICA EN MÉXICO. LOS GABINETES EN MÉXICO: 1821–2012, INAP 2012 (Memento vom 26. Januar 2022 im Internet Archive)